# ألبيروبيلو
ألبيروبيلو (بالإيطالية: Alberobello)‏ هي بلدة وبلدية في مقاطعة باري في إقليم بوليا في جنوب إيطاليا.

## السكان
تطور النمو السكاني لـ ألبيروبيلو

## توأمة
لألبيروبيلو اتفاقيات توأمة مع كل من:
- شيراكاوا (3 مارس 2005 - )[10]
- رومنتينو (27 مارس 2004 - )[11]
- حران (8 نوفمبر 2013 - )[12]
- آغيي أنارغيري (26 مايو 1997 - )[13]
- أندريا
- مونتي سانت أنجلو
- قرى شيراكاواغو وجوكاياما التاريخية